# 37 mm armata mle 1916 TRP
Canon d'Infanterie de 37 modèle 1916 TRP – francuska armata piechoty, używana w czasie I i II wojny światowej. Po klęsce Francji służyła w Wehrmachcie pod oznaczeniem 3,7 cm IG 152 (f).
Armata służyła między innymi w wojsku polskim jako armata piechoty wz. 1916 TR do lat 30. XX wieku. Po wprowadzeniu armaty przeciwpancernej wz. 36 służyła w jednostkach szkoleniowych i oddziałach KOP.

## Bibliografia

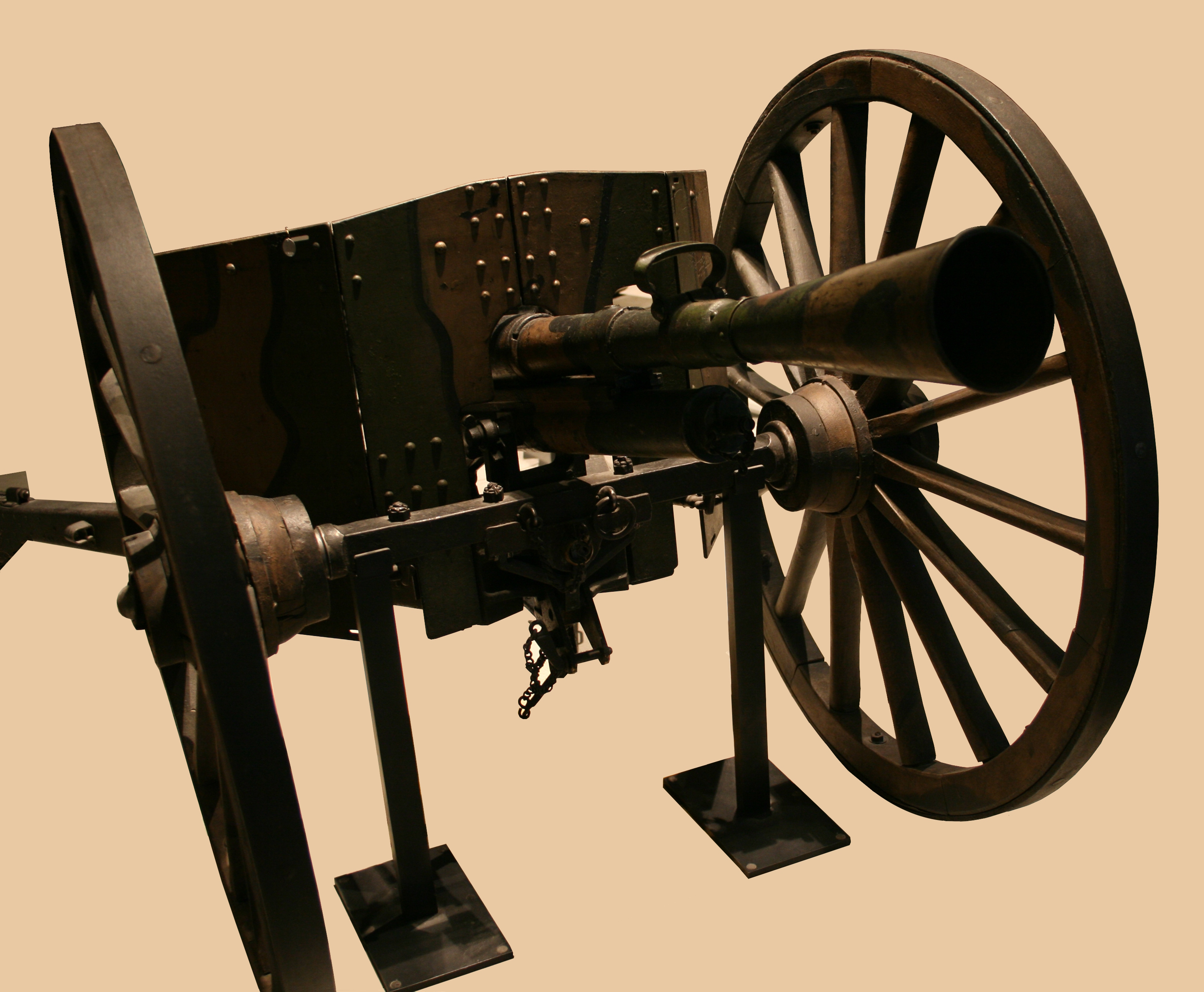
Canon de 37 mm Mle 1916 - Musée de l'armée à Paris.